# CSV
Els fitxers CSV (de l'anglès comma-separated values) són un tipus de document en format obert simple per a representar dades en forma de taula, en què les columnes se separen per comes (o punt i coma on la coma és el separador decimal: Catalunya, França, Itàlia...) i les files per salts de línia. Els camps que continguin una coma, un salt de línia o una cometa doble han de ser tancats entre cometes dobles.
El format CSV és molt simple i no indica un joc de caràcters concret, ni com van situats els bytes, ni el format per al salt de línia. Aquests punts s'han d'indicar molts cops en obrir el fitxer, per exemple, amb un full de càlcul.

## Exemple
```
987,joan,87345,10 nord 342

876,pere,43649,8 orient 342

123,jordi,03342,av. llibertat 23

69,vicent,61560,València núm.183

18,carles,06490,sol núm.18

19,marc,06480,lluna núm.8
```

Quan el mateix text conté comes, és aconsellable de fer servir un delimitador. D'aquesta manera es diferencien els separadors de columna de les comes del mateix text. Habitualment es fan servir les cometes.

## Exemple 2
```
"987","joan","87345","10 nord 342"

"876","pere","43649","8 orient 342"

"123","jordi","03342","av. llibertat 23"

"69","vicent","61560","valència núm.183"

"18","carles","06490","sol núm.18"

"19","marc","06480","lluna núm.8"
```

En alguns casos el separador de columnes pot ser el punt i coma (";").